# Holless Wilbur Allen
Holless Wilbur Allen, Jr. (né le 12 juillet 1909 à Stilwell, Kansas et décédé le 28 juin 1979 à Billings, Missouri) est l'inventeur de l'arc à poulies.

## Biographie
Holless Wilbur Allen est né à Stillwell, dans le comté de Johnson, au Kansas et a vécu à Kansas City.
IHW Allen, Jr. a révolutionné l'industrie du tir à l'arc dans le monde entier avec l'invention et le brevet de l'arc à poulies dans les années 1960. Au début des années 1960, les États-Unis ont manifesté un intérêt accru pour la chasse à l'arc.
Holless Wilbur Allen avait un esprit mécanique, il a scié les extrémités d'un arc classique classique, puis ajouté des poulies à chaque extrémité. Allen a expérimenté un certain nombre de dessins pour finalement demander un brevet le 23 juin 1966 et le brevet a été délivré en décembre 1969. Avec l'aide du fabricant d'arcs Tom Jennings, il est devenu le premier fabricant d'arcs à poulies.
PSE (équipement de tir de précision) est le seul survivant des cinq entreprises de fabrication d'arcs à conserver le droit de fabriquer des arcs à poulies utilisant le design et le brevet d'Allen. PSE est la société mère de Browning Archery et de l’ancien Archery Research (AR).
Il a déménagé à Billings, Missouri en 1967.
Il est décédé des suites des blessures subies dans un accident de voiture le 28 juin 1979.